# Courcelles-sur-Blaise
Courcelles-sur-Blaise – miejscowość i gmina we Francji, w regionie Grand Est, w departamencie Górna Marna.
Według danych na rok 1990 gminę zamieszkiwało 117 osób, a gęstość zaludnienia wynosiła 21 osób/km².